# 第90回帝国議会
第90回帝国議会（だい90かい ていこくぎかい）は、1946年（昭和21年）5月16日に召集され10月12日まで行われた大日本帝国の帝国議会（臨時会）である。太平洋戦争（大東亜戦争）が終結してから3回目の帝国議会の召集であり、また、初めて男女普通選挙が実施された第22回衆議院議員総選挙によって、初めて女性議員が登院した議会である。

## 概要

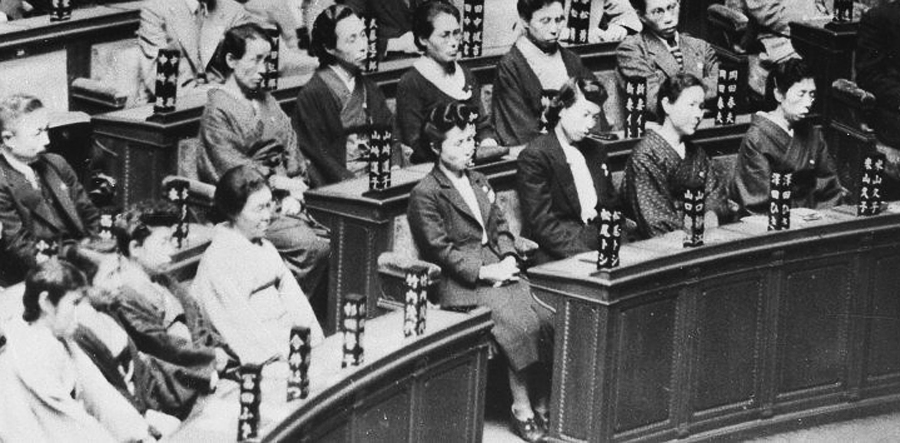
登院し、議席につく女性議員たち

日本国憲法の制定に向けて、1946年6月に枢密院で可決された大日本帝国憲法の改正草案が第90回帝国議会に提出され、貴族院と衆議院において修正を受けた。

## 経緯と比較

### 帝国憲法改正案の衆議院による修正

第90回帝国議会における衆議院の議席の内訳。

第90回帝国議会に提出された「帝国憲法改正案」は、衆議院にて主に次の点が修正され、1946年（昭和21年）8月24日に議決された。

#### 現行第1条
総司令部側の強い意向により主権在民が明文化された。

#### 現行第9条
原案第9条の表現は、日本がやむをえず戦争を放棄するような感じを与え、自主性に乏しいという意見が強かったため、修正案懇談のための小委員会において、芦田均小委員長から試案が提出され、小委員長において案文を調整し、修正案が決せられた。
この第9条の修正については、総司令部側からはなんらの異議もなかった。

#### 現行第10条（新設）
各派一致した見解に基づき、国民の要件に係る条項が新設された。

#### 現行第17条（新設）
各派一致した見解に基づき、国家賠償に係る条項が新設された。

#### 現行第25条（1項新設）
社会党委員の主張により、1項が新設された。

#### 現行第27条
「休息」は社会党委員の主張により挿入されたが、「勤労の義務」は各派一致した見解に基づき挿入された。

#### 現行第30条（新設）
各派一致した見解に基づき、納税の義務に係る条項が新設された。

#### 現行第40条（新設）
各派一致した見解に基づき、刑事補償に係る条項が新設された。

#### 現行第44条
総司令部側の申入れにより修正された。

#### 現行67条
総司令部側からの要請により修正された。

#### 現行68条
総司令部側からの要請により修正された。なお、この要請と同時に、総司令部からは、「内閣総理大臣及び国務大臣はシビリアンでなければならない。」という条項を加えることの要請がなされたが、第9条との関係上、不合理であることを総司令部側に説明し、その了解を得た。

#### 現行88条
世襲財産を存置しながら、その収入はすべて国庫に帰属することは不合理であるとし、「世襲財産以外の皇室財産は、すべて国に属する。法律の定める皇室の支出は、……」とする案を小委員会でまとめたが、総司令部側からは、むしろ「すべて皇室財産は、国に属する。」とすべきとの提案があり、やむをえずそのように決した。

#### 現行98条
憲法のほかこれに基づく法律及び条約までも最高法規としていた点については、委員会、総司令部側ともに不合理であるとして、削除された。
国際法規尊重に関する規定（2項）の追加は日本側の発意である。

#### 帝国憲法草案補則97条（削除）
各派一致の意見に基づき削除された。

### 帝国憲法改正案の貴族院による修正
衆議院にて修正議決された「帝国憲法改正案」は、貴族院にて主に次の点が修正され、昭和21年（1946年）10月6日に議決された。貴族院による修正議決の後、10月7日に回付案が衆議院で同意された。

#### 現行15条（3項新設）
総司令部側からの要請に基づき普通選挙の保障に係る条項が新設された。

#### 現行59条（3項新設）
貴族院の発意に基づき修正された。

#### 現行66条（2項新設）
総司令部側からの要請に基づき国務大臣の文民条項が新設された。文民条項は衆議院の段階でいったん取り止めになったが、極東委員会からの強い要請であったため、総司令部側も乗り気ではなかったが、結局修正することとなった。